# Ultralibéralisme
Le terme « ultralibéralisme » (ou ultra-libéralisme), principalement employé en France, désigne une doctrine prônant un libéralisme jugé excessif.
Ce terme, pouvant logiquement désigner le libertarianisme et en particulier l'anarcho-capitalisme, suscite la polémique, car il est souvent utilisé comme slogan politique pour désigner de manière péjorative le libéralisme, même modéré (social-libéralisme), lorsqu'il prône une déréglementation de certains marchés et la réduction de certains services publics au profit du secteur privé. C'est donc un terme souvent qualifié d'« épouvantail », afin de conspuer toute politique libérale qui aurait des effets appréciés négativement, comme un accroissement des inégalités, une déstabilisation du tissu social, ou des atteintes à l'environnement (utilisation excessive de ressources naturelles, pollution).
Il n'existe aucun groupe ni école de pensée se désignant par ce qualificatif. En contrepoint, il n'y a pas non plus de consensus entre les utilisateurs du terme sur une définition qui permettrait de distinguer, parmi ce qu'ils appellent « ultralibéralisme », le libertarianisme du libéralisme classique, voire du social-libéralisme. Le terme d'ultralibéralisme est donc rejeté par certains analystes et par les libéraux qui y voient un terme polémique, même si le mot renvoie dorénavant, pour une majorité de l'opinion, aux politiques inspirées, dans les années 1980, par Margaret Thatcher et Ronald Reagan — et que l'on associe également souvent à la révolution conservatrice.

## Origines du terme

### Sens initial
Le terme « libéralisme » est apparu initialement durant la Révolution française. Il désigne les révolutionnaires français, désireux de promouvoir la liberté politique et sociale. Les robespierristes Simón Bolívar et Francisco de Miranda se réclament du libéralisme, car ils cherchent à libérer les peuples d'Amérique latine du joug de l'Espagne. Le terme « ultralibéralisme » est donc utilisé lors de la Restauration en France pour caractériser les partisans « extrémistes » d'une république libérale, opposés à la monarchie, à l'absolutisme et au Parti de l'ordre. On retrouve par exemple le terme sous la plume de Stendhal en 1832 dans ses Souvenirs d'égotisme ou sous celle de Prosper Mérimée en 1870.
Le philosophe antilibéral Max Stirner, dans L'Unique et sa propriété, dit que le libéral radical veut réaliser le citoyen (tout ce qui est humain) ; par l'éducation, la morale, la raison, le mérite, le travail et la piété envers l'État de droit et l'humanité. Stirner distingue trois sortes de libéralisme : le libéralisme politique (classique, bourgeois), le libéralisme social (socialistes) et le libéralisme humanitaire (l'essence de l'homme). L'ultralibéral est donc l'humanitaire. Selon Stirner, le libéralisme critique le dogmatisme, mais embrasse le culte de la raison. Le libéral défend donc toujours une idée impersonnelle : il est asservi à « l'Idée ». C'est un « religieux ». Le libéralisme n'a pas vocation à déréguler le marché ; au contraire, l'État libéral contrôle tout, même dans une économie de marché. Les libertariens défendent l'antiétatisme de Stirner et en font une source d'inspiration[réf. nécessaire], mais ils oublient que ce philosophe est farouchement opposé au libéralisme[réf. nécessaire].

### Développement du sens contemporain
Le terme est à nouveau utilisé à partir des années 1960-1970 dans la langue française ; il est « entré dans le vocabulaire polémique » pour caractériser un système économique jugé néfaste qui prônerait « le libéralisme absolu, encourageant l'économie de marché et l'entreprise privée ».

## Utilisation contemporaine du terme
Le terme « ultra-libéralisme » serait synonyme, pour certains de ses contempteurs (en France), de « libéralisme économique financiarisé » et de libre-échange. Cela revient à réduire le libéralisme à une simple doctrine économique. Les minarchistes (Robert Nozick) et les objectivistes (Ayn Rand) sont qualifiés d'ultralibéraux, puisqu'ils poussent la logique du libéralisme à son paroxysme. Ils s'inscrivent dans la continuité du droit anglais, de la pensée libérale de Thomas Jefferson et de Frédéric Bastiat. L'ultralibéralisme pourrait se définir ainsi : moins de gouvernement que possible dans l'économie, un État régalien fort, plus de libertés individuelles et une séparation des pouvoirs plus importante. Toutefois, les libéraux classiques (jusnaturalisme, utilitarisme) ne sont pas les seuls représentants du libéralisme (ordolibéralisme, keynésianisme, social-libéralisme, jacobinisme, socialisme, romantisme, idéalisme...) et cette assertion peut être remise en question.

### Dans la littérature
Certains auteurs utilisent le terme pour caractériser des penseurs ou économistes, en donnant au terme une acception proche de celle de libertarianisme. Le terme « libertarianisme » étant cependant un néologisme, l'utilisation du terme « ultra-libéralisme » dans le sens courant s'en trouve ainsi partiellement expliqué. Par exemple, dans Politiques de l'extrême centre, le philosophe antilibéral Alain Deneault indique le fait qu'en Amérique du Nord, le spectre gauche-droite est subordonné à un « fantasme de liberté ». Sur son axe gauche-droite, on passe désormais de libertaire à « liberal » à l'américaine, puis au libéralisme à la française, enfin à ultralibéralisme et au courant libertarien. Selon Denault, le « fantasme de la liberté » nous positionne de manière négative quant à la question des contraintes sociales. On manquerait alors le coche, parce qu'on relèguerait hors champ ce qui paramètre et conditionne la liberté.
Selon la professeur de philosophie Marie Cuillerai, l'ultra-libéralisme économique se fonde sur « l'absence de régulation économique de l'État ». Pour Daniel Cardot d'Alternatives économiques, l'ultra-libéralisme place la liberté individuelle au-dessus de tout, tout ce qui concourt à la limiter réduisant le bien-être général[source insuffisante].
Le philosophe Francisco Vergara, dans son ouvrage Les Fondements philosophiques du libéralisme, distingue les prélibéraux, les libéraux classiques et les ultra-libéraux. Il classe parmi les plus célèbres représentants de l'ultra-libéralisme Frédéric Bastiat et Herbert Spencer  pour le XIXe siècle, Friedrich Hayek, Milton Friedman, Ludwig von Mises, Jacques Rueff et Fritz Machlup pour le XXe siècle, qui « n'adhèrent pas au même projet de société que les libéraux classiques » : « Dans leurs écrits, M. Friedman et F. Hayek sont allés jusqu'à proposer la privatisation de la monnaie, c'est-à-dire que chaque entreprise ait le droit d'émettre du papier monnaie. Dans leur projet de société ces auteurs accordent un domaine extrêmement large à la liberté de l'individu et des entreprises et un rôle exigu à l'action collective et au règlement. Les ultralibéraux tendent à refuser presque tout rôle à l'autorité publique, non seulement dans l'économie proprement dite, mais encore dans l'éducation, la santé et même dans les infrastructures collectives, fonction de l'État que les plus réputés des libéraux classiques souhaitaient élever au niveau d'une véritable science appliquée ».
Dans le chapitre « L'ultra-libéralisme » de son livre, Vergara identifie (avec des citations et des exemples) la différence de principe entre les ultra-libéraux (comme Friedman et Hayek) et les libéraux classiques (comme Adam Smith et Turgot). Pour Smith, par exemple, le critère pour juger les lois et les mœurs est « le bonheur ou bien être » qu'elles tendent à produire : « Toutes les institutions de la société tirent leur valeur […] uniquement du degré avec lequel elles tendent à promouvoir le bonheur de ceux qui vivent sous leur juridiction. C’est là leur seul usage et leur unique but » (La Théorie des sentiments moraux, 1759). Pour Friedman, le critère est « la liberté » (si elles augmentent ou diminuent la liberté) : « nous prenons la liberté de l'individu, ou peut être de la famille, comme but ultime permettant de juger les institutions de la société » (Capitalism and Freedom).
D'une manière générale, Francisco Vergara considère que le trait majeur qui caractérise les classiques, qu'ils appartiennent au courant utilitariste ou au courant des droits de l'homme, c'est la cohérence théorique ou unité de principe, c'est-à-dire l'utilisation d'un seul et même critère éthique ultime (bonheur pour les utilitaristes, droit naturel pour le courant des droits de l'homme) lors de l'examen de questions totalement différentes. En revanche, les ultralibéraux opèrent avec plusieurs critères éthiques supérieurs, changeant de critère lorsqu'ils passent d'un problème à un autre, et se caractérisent par un éclectisme dans l'utilisation des principes et un manque de cohérence dans la méthode.
D'après le sociologue Daniel Mercure, l'« ultra-libéralisme » trouve ses origines au sein de l'école économique autrichienne, notamment chez Ludwig von Mises et Friedrich Hayek. Il considère qu'au milieu des années 1970, « des penseurs ultralibéraux comme Murray Rothbard et David Friedman s'emploient à prouver la validité sociale d'une idéologie fondée sur le retour au laisser-faire intégral ». Selon l'auteur, ce discours a inspiré les politiques économiques menées dans les années 1970-1980 en Grande-Bretagne — le thatchérisme — et aux États-Unis — le reaganisme —, avant de conduire à la déréglementation des marchés financiers et à la ratification de plusieurs traités de libre-échange. Le journaliste au Monde diplomatique et écrivain Serge Halimi adopte le même point de vue : « le penseur ultralibéral Friedrich Hayek [...] attendit plus de trente ans avant que des dirigeants politiques de premier plan (Mme Thatcher, Reagan, Augusto Pinochet) se trouvent en position de traduire ses analyses en actes ».

### Dans le langage courant
Le terme est d'un usage courant dans le langage politique, dans tous les partis, pour critiquer les orientations d'une politique : en septembre 2007, Ségolène Royal a ainsi accusé Nicolas Sarkozy de mener une politique « ultralibérale ». Nicolas Sarkozy a déclaré en conseil des ministres qu'il entendait mener sa politique industrielle « sans se laisser impressionner par les ultra-libéraux », d'après le porte-parole du gouvernement Laurent Wauquiez. Marie-George Buffet considère que le Medef propose un « programme économique et social ultra-libéral » tandis que, pour le Parti socialiste, le programme de François Bayrou est « centré sur l'ultra-libéralisme ». À l'automne 2005, Alain Soral rejoint le Front national qu'il définit alors comme étant « le seul parti qui lutte efficacement contre la déferlante capitaliste et ultralibérale ». En 2004, Le Monde observe que le socialiste Pascal Lamy, « franchement régulateur au sein de la commission Prodi », est pourtant jugé « ultra-libéral » à Paris.
Il n'y a donc pas d'unanimité dans le discours politique pour situer l'ultra-libéralisme. Lors du référendum européen de 2005, la lutte contre l'ultralibéralisme a été revendiquée par les partisans du oui et du non : selon François Bayrou, l'ultra-libéralisme du traité établissant une constitution pour l'Europe a été l'une des causes de la victoire du non au référendum français de 2005. À l'inverse, Ernest-Antoine Seillière, ancien président du MEDEF, estime que le texte de la constitution se distinguait de l'ultra-libéralisme, qui « ne se préoccupe guère que de progrès économique et de compétitivité et n'a pas le même degré d'attention et de réglementation en ce qui concerne les transferts pour la solidarité ». Pour Jean-Marie Le Pen, Nicolas Sarkozy, Ségolène Royal ou François Bayrou se sont faits les partisans de l'ultra-libéralisme en appelant à voter oui au référendum.
L'emploi du terme est également courant au sein du mouvement altermondialiste. L'association Minga, partisane du commerce équitable, plaide pour une « démarche alternative au commerce ultralibéral ». L'organisation ATTAC qualifie la directive Bolkestein de « projet ultra-libéral ». José Bové affirme en 1999 : « Ces dernières années, la société a retrouvé le goût de la lutte et de la résistance active contre l’horreur ultralibérale ».
À la suite de l'élection présidentielle française de 2017, une partie des médias critiquent l'attribution du terme « ultralibéral » au programme d'Emmanuel Macron,. Parallèlement, celui-ci dénonce une politique européenne « ultralibérale, ».
À la suite de l'élection de Javier Milei à l'élection présidentielle argentine de 2023, plusieurs journaux français le présentent comme un homme politique « ultralibéral »,,.

## Critiques et réfutations du terme
Aucun économiste ou philosophe ne s'est jamais revendiqué de l'« ultralibéralisme », à l'inverse du néo-libéralisme qui était initialement un terme proposé dans les années 1930 en France, en particulier lors du Colloque Walter Lippmann, mais qui, par la suite, acquit également une connotation péjorative, étant essentiellement utilisé par les anti-libéraux. Le terme même d'ultralibéralisme est réfuté par certains analystes et par les libéraux. Ces derniers réfutent toute légitimité à ce terme et le considèrent comme un terme péjoratif et caricatural destiné à dénigrer le libéralisme.
Il faut aussi noter[évasif] qu'historiquement, la première acception du terme « ultralibéral » a été elle aussi rejetée par des auteurs qui n'y voyaient qu'un terme repoussoir destiné à discréditer la partie adverse. Ainsi, Édouard Laboulaye, écrivait-il au XIXe siècle à propos de ceux qui s'opposent à la liberté de l'enseignement, « oppose-t-on à ces doctrinaires de la République que du même coup ils tueront la liberté ? Ils ont une réponse toute prête. Ceux qui demandent la liberté d'enseignement sont des ultralibéraux, des utopistes, des rêveurs ».
La critique du terme « ultra » se développe sur les axes suivants :
- réfutation du concept proprement dit : le libéralisme serait par nature pondéré, raisonnable et tolérant, le concept d'ultra-libéralisme est donc en soi contradictoire ;
- réfutation de forme : parler d'ultra-libéralisme ne serait qu'une manœuvre rhétorique intellectuellement malhonnête, qui tient de l'homme de paille et du terrorisme intellectuel (diabolisation), cherchant à déconsidérer le libéralisme en s'attaquant à un (prétendu) ultra-libéralisme et à son (prétendu) totalitarisme ;
- déconstruction et retour à l'envoyeur du discours anti-ultralibéralisme : ceux qui adoptent un tel discours ne seraient en fait que des ultra-antilibéraux, fanatiques et délirants, imperméables aux faits, adeptes des théories du complot, totalitaires...
- enfin, on trouve sur un quatrième axe des anti-libéraux revendiqués, qui considèrent qu'il faut simplement et franchement viser le libéralisme au lieu d'user d'épithètes abstraits et de concepts fumeux.

### Une contradiction sémantique
La première critique se trouve principalement sous des plumes libérales. Ainsi de Pascal Salin, pour qui il est impossible de diviser en « avancé », « social » ou « ultra » le libéralisme, car il n'est jamais « hémiplégique ». Ou Guy Sorman, pour qui la façon de penser libérale privilégie le raisonnable, à l'opposé de tout absolutisme et que c'est plus un excès de relativisme qu'un aspect « ultra » que l'on pourrait reprocher aux libéraux.

### Une manœuvre politique
La seconde critique est présente chez Salin, Sorman, mais également sous des plumes non libérales. Ainsi le philosophe et politologue Pierre-André Taguieff a dénoncé l'utilisation des termes « ultra-libéralisme » et « néo-libéralisme », et plus généralement l'utilisation d'un vocabulaire qui s'apparente à du terrorisme intellectuel destiné à discréditer et à « excommunier » ceux qui sont visés par ces qualificatifs. Selon Taguieff, « ultra-libéral » et « néo-libéral » sont utilisés aux mêmes fins que « passéiste », « réactionnaire » ou « xénophobe » pour inventer un ennemi et lancer une « chasse aux sorcières ». Il considère que cette attitude est propre à la gauche culturelle et que la gauche politique s'est en partie émancipée de cette attitude. Pour The Economist, il s'agit d'un terme utilisé pour faire peur et créer de la « panique ». Hervé Morin, président du Nouveau Centre, dénonce le recours au terme pour discréditer son adversaire en politique et juge cette méthode « préoccupante ». Ainsi, dans une tribune du 14 mars 2008, il écrit : « Il est très préoccupant pour notre pays de constater que plus personne ne semble pouvoir revendiquer la liberté d'entreprendre sans être aussitôt qualifié d’"ultralibéral", formule qui est une sorte d’équivalent du cynisme absolu ! ».
Dans le même axe de critique, on rappelle aux anti-ultralibéraux que leurs têtes de turcs préférées comme Hayek et d'autres ont souvent écrit l'exact contraire de ce qu'ils leur attribuent comme idées ; par exemple, loin de vouloir détruire l'État et réduire l'action collective au strict minimum, comme l'affirme Vergara cité plus haut, Hayek charge l'État de fournir des biens collectifs et un revenu universel, et insiste sur l'importance des « associations volontaires ». En fait, il s'agit avant tout de ne pas privilégier un groupe aux dépens d'un autre dans la société, et de toujours augmenter le plus possible les chances et les opportunités de tous.

### La théorie du complot
Pour l'économiste Pascal Salin, utiliser le mot ultra-libéral(isme) caractérise « ceux qu'on devrait être tenté d'appeler les « ultra-social-démocrates » ou les « ultra-centristes » ». Alain Wolfelsperger, professeur à l'Institut d'études politiques de Paris, va plus loin dans la déconstruction du langage des « ultra-antilibéraux ». Il présente leur discours comme relevant d'une forme de  « conspirationnisme » et de catastrophisme et explique le premier élément par leur inaptitude à imaginer que la diffusion du libéralisme économique pourrait être due à un succès empirique. Puisque le phénomène ne relève pour eux que de la dynamique des idées sous l'influence d'un « immense réseau » de « fanatiques conspirateurs » qui diffusent un « virus » mortel, ils tentent de répondre par ces mêmes moyens (d'où, selon lui, l'apparition d'ATTAC et de sa déclinaison mondiale). En résumé, les ultra-antilibéraux développeraient, à des fins tactiques (car il est douteux qu'ils croient eux-mêmes à de tels délires), un « style paranoïde », comme le maccarthysme pour affronter le libéralisme qu'ils « fantasment ».